# Джордж Дайът
Джордж Милър Дайът (на английски: George Miller Dyott) е американски пилот, изследовател на Южна Америка.

## Произход и кариера (1883 – 1927)
Роден е на 6 февруари 1883 година Ню Йорк, САЩ, в семейство на баща англичанин и майка американка. Израства в Англия, като получава образование във Faraday House в Лондон.
Дайът е един от първите пилоти след братята Райт, който на 17 август 1911 получава сертификат за авиатор. Става първия пилот, който извършва нощни полети. До 1913, преди да се премести на работа в Англия извършва множество полети до различни части на САЩ, Мексико и Карибския район. Участва в няколко състезания, в някои от които печели първи места. В Англия открива собствена фирма за производство на самолети, с които печели състезанието за най-дълъг полет от 2000 мили между Ню Йорк и Калифорния през април 1913.
По време на Първата световна война служи в Кралските военновъздушни сили и участва в няколко въздушни сражения. След войната издига идеята за използване на авиацията за изследователски цели и за постигане на намеренията си става член на Британското кралско географско дружество.

## Изследователска дейност (1927 – 1928)
През 1927 извършва първите полети в басейна на река Амазонка за потвърждаване на откритията извършени от Кандидо Рондон през 1907 – 1909.
През 1928 възглавява сухопътна експедиция за търсене на изчезналия изследовател Пърси Фосет. Пресича по 10º ю.ш. централната част на Бразилия до река Шингу и се спуска по нея до Амазонка. Съставя карта на басейна на Шингу (1980 км), в т.ч. притоците ѝ – Рио Фреско и Пакажа-Гранди (десни) и Ирири (ляв). По време на пътуването експедицията е нападана много често от местни индиански племена, като самия Дайът едва избягва смъртта.

## Следващи години (1928 – 1972)
След завръщането си написва книга с научно-популярно съдържание под името „Manhunting in the Jungle“, която излиза през 1930 и предизвиква голям интерес сред читателите. След излизането на книгата Дайът се преселва в Южна Америка и започва да развива въздухоплаването в този континент. Създава картографска фирма, която започва да картира и издава карти на различни части от територията на Бразилия. До края на живота си живее и работи в Южна Америка, но малко преди смъртта си се завръща в родния си град Ню Йорк, където умира на 89-годишна възраст.

## Трудове
- Possibilities of Aerial Transport in Peru (1919)
- Silent Highways of the Jungle: Being the Adventures of an Explorer in the Andes and Reaches of the Upper Amazon (1922)
- On the Trail of the Unknown. In the wilds of Ecuador and the Amazon. With plates and a map (1926)
- The Volcanoes of Ecuador, Guideposts in Crossing South America (1929)
- Manhunting in the Jungle, The search for Colonel Fawcett (1930)
- Nip and Tuck: A true story of two little bears (1935)